# Heteromorpha
Heteromorpha es un género de plantas  pertenecientes a la familia Apiaceae. Comprende 29 especies descritas y de estos, solo 6 aceptadas.

## Taxonomía
El género fue descrito por Cham. & Schltdl. y publicado en Notes from the Royal Botanic Garden, Edinburgh 43(2): 220. 1986. La especie tipo es: Heteromorpha arborescens (Spreng.) Cham. & Schltdl.

## Especies
A continuación se brinda un listado de las especies del género Heteromorpha aceptadas hasta septiembre de 2012, ordenadas alfabéticamente. Para cada una se indica el nombre binomial seguido del autor, abreviado según las convenciones y usos.
- Heteromorpha arborescens (Spreng.) Cham. & Schltdl.
- Heteromorpha gossweileri (C.Norman) C.Norman
- Heteromorpha involucrata Conrath
- Heteromorpha occidentalis P.J.D.Winter
- Heteromorpha stenophylla Welw. ex Schinz
- Heteromorpha trifoliata (H.L.Wendl.) Eckl. & Zeyh.